# Kompander
Kompander – urządzenie lub system stosowany w technice audio, który łączy funkcje kompresora i ekspandera. Jego zadaniem jest zmniejszanie szumów i poprawa dynamiki dźwięku. Kompander działa w dwóch etapach:
1. Kompresja (przy nadawaniu lub zapisie) – sygnał o dużej dynamice zostaje spłaszczony: cichsze dźwięki są wzmacniane, a głośniejsze tłumione. Ułatwia to przesyłanie sygnału przez łącza o ograniczonej przepustowości lub zapis na nośnik bez przesterowań.
2. Ekspansja (przy odbiorze lub odczycie) – sygnał jest z powrotem rozciągany, co przywraca jego pierwotną dynamikę. Jednocześnie cichsze fragmenty są wzmacniane słabiej, co pozwala skutecznie redukować szumy (np. taśmy magnetycznej)[1] .